# Leopold von Seeckt
Leopold von Seeckt (* 3. Dezember 1795; † 3. Juli 1870 in Nepzin) war ein pommerscher Gutsbesitzer, Beamter und Politiker.

## Leben

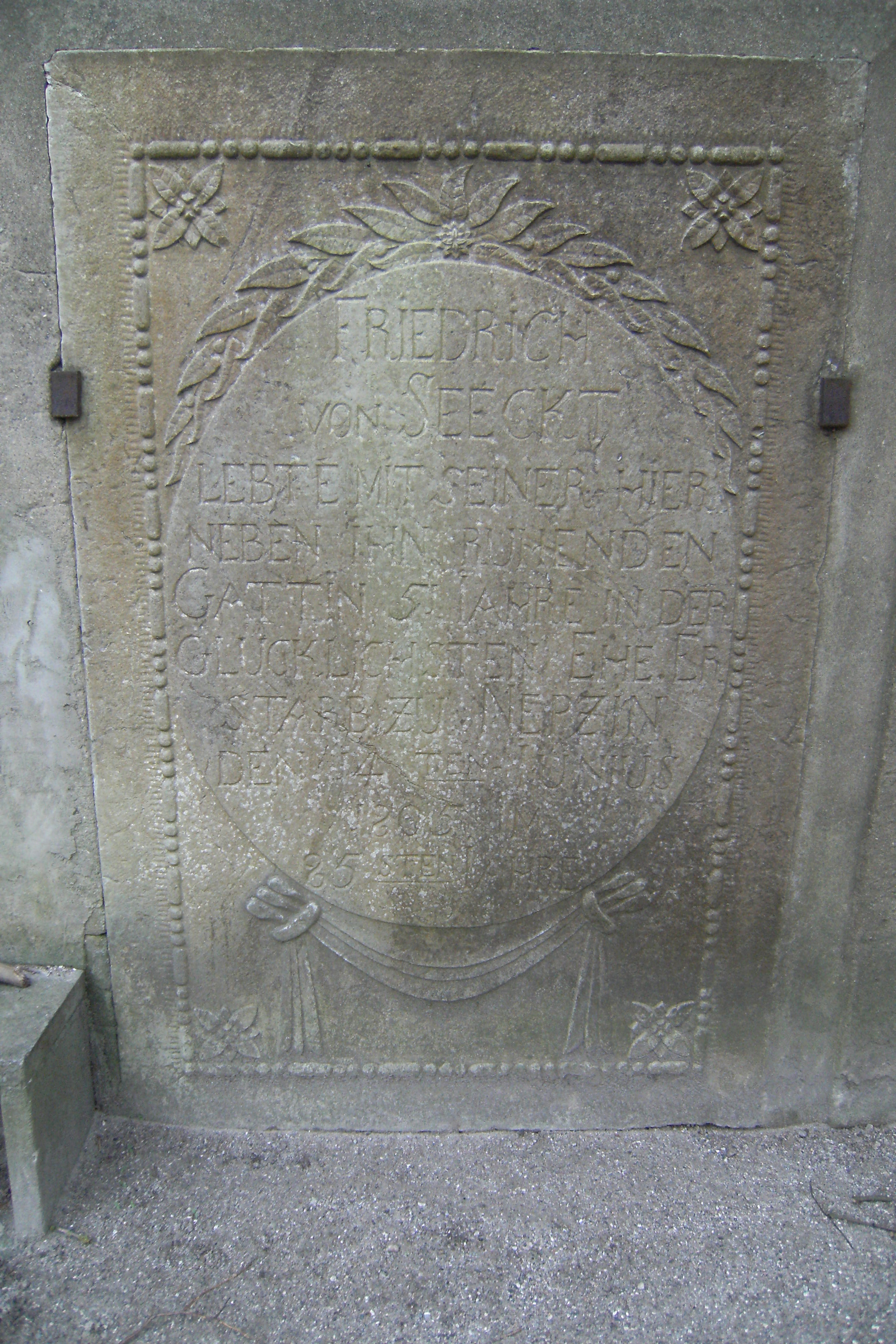
Grabstein von Friedrich von Seeckt an der Züssower Kirche

Sein Großvater Friedrich Seeckt entstammte einer Adelsfamilie aus Polen, der aber nicht seine Abstammung nachweisen konnte. Deshalb beantragte er eine nachträgliche Nobilitierung, die vom Kaiser Joseph II. 1786 realisiert wurde. Dieser Friedrich von Seeckt erwarb 1781 das Gut Moeckow und 1782 das Gut Nepzin.
Diese Güter übernahm Leopold von Seeckt von seinem Vater.
Laut Siebmacher Band 3 von 1857 soll die Nobilitierung bereits 1766 erfolgt sein, leider ist dort die Tafel 423 mit dem Wappen nicht aufzufinden.
Leopold von Seeckt war von 1842 bis 1865 Landrat des Kreises Greifswald. Von 1866 bis zu seinem Tode war er Mitglied des Preußischen Abgeordnetenhauses. Von 1867 bis zu seinem Tode war er außerdem Abgeordneter im Reichstag des Norddeutschen Bundes für den Wahlkreis Stralsund 2 (Greifswald, Grimmen). In dieser Eigenschaft war er auch Mitglied des von 1868 bis 1870 tagenden Zollparlaments. Er gehörte der Konservativen Partei an.
Er war Mitglied der Greifswalder Freimaurerloge Carl zu den drei Greifen.